# Temple d'Ein Gedi
Le temple d'Ein Gedi est le vestige d'un temple du IVe millénaire avant J.C., situé au sud-ouest de la mer Morte, en Israël. Le site se trouve dans une des principales oasis du désert de Juda, sur une hauteur dominant la mer Morte, au-dessus de l'oasis d'Ein Gedi et du kibboutz Ein Gedi.

## Fouilles
Le temple d'Ein Gedi a été découvert en 1956 par Yohanan Aharoni, puis fouillé en 1962 sous la direction de David Ussishkin.

## Datation
Le site est daté de la phase tardive du Ghassoulien (v. 4500-3600 av. J.-C.), une culture du Chalcolithique du Levant.

## Description
Le temple est situé sur un promontoire, à proximité d'une source, à l'ouest de la mer Morte. Le site est composé de deux portes, d'un petit bâtiment latéral et d'un long bâtiment rectangulaire, le temple principal. Les différents bâtiments sont reliés par un mur délimitant une cour à ciel ouvert.
Les fondations du temple font 19,7 m de long sur 5,5 m de large. L'accès au temple se fait par le milieu du grand côté du mur sud. En face de l'entrée, une plateforme en fer à cheval surmontée d'une pierre servait probablement à recevoir l'image d'une divinité. Des banquettes en pierre servaient à poser des objets de culte. À l'intérieur du temple, on a trouvé plusieurs trous contenant des restes d'offrandes, des poteries et des os d'animaux.
Le bâtiment latéral plus petit se trouve dans un coin de la cour. Il servait probablement pour ceux qui officiaient dans le temple. Deux entrées permettent d'accéder à la cour. L'entrée principale est au sud. Elle est équipée de bancs à l'intérieur des murs. L'autre entrée, plus modeste, se trouve à l'est et fait face au Nahal David.
Autour du temple, une cour est délimitée par un mur en pierre. Cette cour s'adapte à la topographie du site puisque le mur suit la crête sur trois côtés. Au centre, on trouve une structure ronde en pierre de 3 m de diamètre. En son centre, un bassin de 90 cm de diamètre et de 40 cm de profondeur pouvait servir pour des offrandes d'eau, pour un arbre ou pour d'autres fonctions. Le culte pratiqué dans le temple était semble-t-il lié à l'eau. Le site est d'ailleurs situé entre deux sources : la chute d'Ein Gedi et le Nahal David.

## Objets mobiliers
Peu d'objets ont été trouvés dans le temple, seulement un fragment de figurine et un vase égyptien en albâtre de la période prédynastique égyptienne. C'est le plus ancien vase en albâtre découvert en Israël. Ces découvertes indiquent que le temple n'a pas été détruit violemment, mais abandonné.

## Alentours
On n'a pas retrouvé de sites d'habitation autour du temple, ce qui laisse supposer qu'il s'agissait d'un sanctuaire pour des populations semi-nomades de toute la région.
En 1961, l'équipe du professeur Pessah Bar Adon a découvert un ensemble de 442 objets entreposés dans la « grotte au trésor » du Nahal Mishmar, à 12 km d'Ein Gedi, principalement en cuivre, mais aussi en pierre et en ivoire. Certains chercheurs supposent qu'il s'agit des objets de culte du temple d'Ein Gedi que ses occupants auraient cachés avant de quitter la région pour ne jamais revenir.